# صالح إبراهيم (للر وكتك)
صالح إبراهيم (بالفارسية: صالح ابراهیم) هي منطقة سكنية تقع في إيران في قسم للر وكتك الريفي. يقدر عدد سكانها بـ 78 نسمة بحسب إحصاء 2016.